# Faculdade de Antônio Prado
O Faculdade de Antônio Prado, também conhecido pelo acrônimo FAP, é um centro universitário brasileiro com sede em Antônio Prado.

## Sobre
A história da Faculdade de Antônio Prado (FAP) tem suas raízes na Escola V.E.R. Informática Administrativa, que estava localizada em Antônio Prado. Essa escola era conhecida por sua especialização em cursos técnicos e profissionalizantes, oferecendo também cursos de informática e idiomas, além de se envolver em projetos sociais. O diretor pedagógico da FAP, Pedro Augusto Bocchese, esclareceu que a criação da faculdade foi cuidadosamente planejada, levando em consideração o potencial socioeconômico da região e a necessidade de formação profissional em áreas específicas.